# Flärken (Fjällsjö socken, Ångermanland, 706955-150806)
Flärken är en sjö i Strömsunds kommun i Ångermanland och ingår i Ångermanälvens huvudavrinningsområde. Sjön har en area på 0,145 kvadratkilometer och ligger 259,3 meter över havet. Sjön avvattnas av vattendraget Malmån.

## Delavrinningsområde
Flärken ingår i det delavrinningsområde (707026-150756) som SMHI kallar för Utloppet av Flärken. Medelhöjden är 279 meter över havet och ytan är 1,51 kvadratkilometer. Räknas de 12 avrinningsområdena uppströms in blir den ackumulerade arean 128,42 kvadratkilometer. Malmån som avvattnar avrinningsområdet har biflödesordning 4, vilket innebär att vattnet flödar genom totalt 4 vattendrag innan det når havet efter 152 kilometer. Avrinningsområdet består mestadels av skog (59 procent). Avrinningsområdet har 0,15 kvadratkilometer vattenytor vilket ger det en sjöprocent på 9,7 procent.